# Mouvement des provinces wallonnes
 (août 2017).
Le Mouvement des provinces wallonnes est un mouvement wallon créé fin 1951 en quelque sorte en réponse au Congrès national wallon de 1945 et qui préconise au lieu du Fédéralisme un prudent renforcement des pouvoirs politiques des Provinces. Son principal animateur dut le Chevalier Désiré Lamalle. Le Mouvement des provinces wallonnes recueillera exclusivement des membres dans les milieux catholiques — comme Maurice Brasseur par exemple même si celui-ci finira par rallier le fédéralisme — et étudiera les questions économiques posées à la Wallonie au long de plusieurs congrès importants et bien suivis durant les annénes 1950.
Le Mouvement des provinces wallonnes semble s'essouffler à la fin des années 1950 mais il ressurgit dans l'actualité durant la grève générale de l'hiver 1960-1961 par la publication d'un communiqué de presse signés par plusieurs personnalités wallonnes du PSC où celles-ci réitèrent leur fidélité à la Belgique.